# Phalaenopsis corningiana
Espèce
Phalaenopsis corningiana est une espèce d'orchidées du genre Phalaenopsis.